# Dasui Fazhen
Dasui Fazhen (chiń. 大隨法真, pinyin Dàsuí Fǎzhēn; kor. 대수법진 Taesu Pŏpchin; jap. Daizui Hōshin; wiet. Đại Tuỳ Pháp Chân; ur. 834, zm. 919) – chiński mistrz chan.

## Życiorys
Pochodził z Zizhou, obecnie Santai w prowincji Syczuan.
Został mnichem w klasztorze Huiyi, a następnie wiele podróżował odwiedzając wielu mistrzów i praktykując w ich klasztorach. Zetknął się więc m.in. z takimi mistrzami jak Daowu Yuanzhi, Yunyan Tansheng i Dongshan Liangjie. Zanotowano, że oświecenie osiągnął w bardzo młodym wieku.
Niektóre teksty traktują go jako spadkobiercę Dharmy linii guiyang, ale Zapiski Wielkiego Spokoju (Congrong lu – 30) i Przekaz światła wspominają o nim jako uczniu Changqinga Da’ana.
Po powrocie do swego rodzinnego Syczuanu przebywał w klasztorze Longhuai na górze Shankou. Następnie przez 10 lat mieszkał w dziupli obok starej świątyni na górze Dasui. Stopniowo gromadziło się wokół niego coraz więcej uczniów i rozpoczął nauczanie.
Mnich spytał mistrza Wielki ogień kalpy niszczy cały wszechświat. Zastanawiam się czy został on już zniszczony, czy też nie? Dasui odparł Został zniszczony. Mnich spytał Jeśli tak, to czy ten także? Dasui powiedział Ten także. (29 – Biyan lu).
Pewnego dnia, gdy wielu ludzi zgromadziło się aby wysłuchać mistrza, Dasui wykrzywił swoje usta w grymasie bólu i powiedział Czy jest tu ktoś, kto mógłby wyleczyć moje usta? Mnisi i ludzie świeccy przynosili różne lekarstwa, ale Dasui wszystkie odrzucał. W siedem dni później uderzył siebie w usta i grymas zniknął. Powiedział wtedy Te dwie wargi bębniły o siebie przez cały ten czas i aż do teraz nikt ich nie uleczył!
Usiadł w medytacyjnej pozycji i zmarł.

## Linia przekazu Dharmy zen
Pierwsza liczba oznacza kolejność pokoleń mistrzów od 1 Patriarchy indyjskiego Mahakaśjapy.
Druga liczba oznacza kolejność pokoleń od 28/1 Bodhidharmy, 28 Patriarchy Indii i 1 Patriarchy Chin.
- 36/9. Baizhang Huaihai (720–814)
  - 37/10. Guishan Da’an (793–883)
    - 38/11. Dasui Fazhen (834/878–919/963)
    - 38/11. Lingshu Rumin (bd)
    - 38/11. Lingyun Zhiqin (bd)